# کال زرکش
کال زرکش روستایی در دهستان طوس بخش مرکزی شهرستان مشهد استان خراسان رضوی ایران است.
این منطقه به دلایلی که دور از امکانات شهری در سالیان گذشته بوده است توسط دهیاری اداره می شد.
بااینکه پیشرفت چشمگیری این منطقه درسال های اخیر داشته است ولی هنوز زیر نظر دهیار اداره می شود.

## جمعیت
بر پایه سرشماری عمومی نفوس و مسکن در سال ۱۳۹۵ جمعیت این روستا ۶٬۱۳۴ نفر (۱٬۸۳۶خانوار) بوده‌است.